# Music for Children
 (novembre 2023).
Music for Children est un album de John Zorn paru sur le label Tzadik en 1998. Il s'agit du premier volume de la série Music Romance. L'album comprend plusieurs pièces jouées par des groupes et dans des styles différents : trois pièces inédites de Naked City jouées par Prelapse, une composition de 20 minutes pour machines à vent et effet Larsen, une berceuse pour boîte à musique, etc. Une édition pour le dixième anniversaire du disque est parue en 2010 avec l'ajout de Lou Reed sur la pièce Cycle du nord. 

## Titres
| 1.    | Fils Des Etoiles   | 2:16  |
| 2.    | This Way Out       | 1:10  |
| 3.    | Music For Children | 14:17 |
| 4.    | Bikini Atoll       | 0:46  |
| 5.    | Bone Crusher       | 0:38  |
| 6.    | Dreamer Of Dreams  | 5:48  |
| 7.    | Cycles Du Nord     | 20:54 |
| 8.    | SooKi's Lullaby    | 3:17  |
| 49:06 |                    |       |

## Personnel
- Prelapse - (2, 4, 5)
- David Abel - violon (3)
- Cyro Baptista - percussion, voix (1)
- Greg Cohen - basse (6)
- Anthony Coleman - celesta (1), boîte à musique (8)
- Erik Friedlander - violoncelle (6)
- Lou Reed - guitare (7, sur l'édition 2010 seulement)
- Marc Ribot - guitare (6)
- Julie Steinberg - piano (3)
- William Winant - percussion (3)
- John Zorn - saxophone alto (4, 5), machines à vent, effet Larsen (7)